# Ghiyas-ud-din Tahmatan Shah
Ghiyas-ud-Din Tahmatan Shah fut sultan de l'Empire Bahmanide durant une courte période de l'année 1397. Il fut aveuglé puis emprisonné par un partisan de son demi-frère Shams-ud-din Daud Shah II, qui lui succéda.

## Sources
- http://www.indhistory.com/bahamani-dynasty.html